# Johann Aegidius Bach
Johann Aegidius Bach (Erfurt, 9 de febrero de 1645 - Erfurt, 22 de noviembre de 1716) fue un violista y organista alemán.
Hijo de Johannes Bach, fue violista y organista de la Iglesia de San Miguel de su ciudad natal, sucesor de su hermano Johannes Christian Bach. 
Dos de sus hijos fueron músicos: 
- Johann Balthasar Bach.
- Johann Bernhard Bach (1676-1749).
- Johann Christoph Bach (1685-1740).